# Carlos Romulo

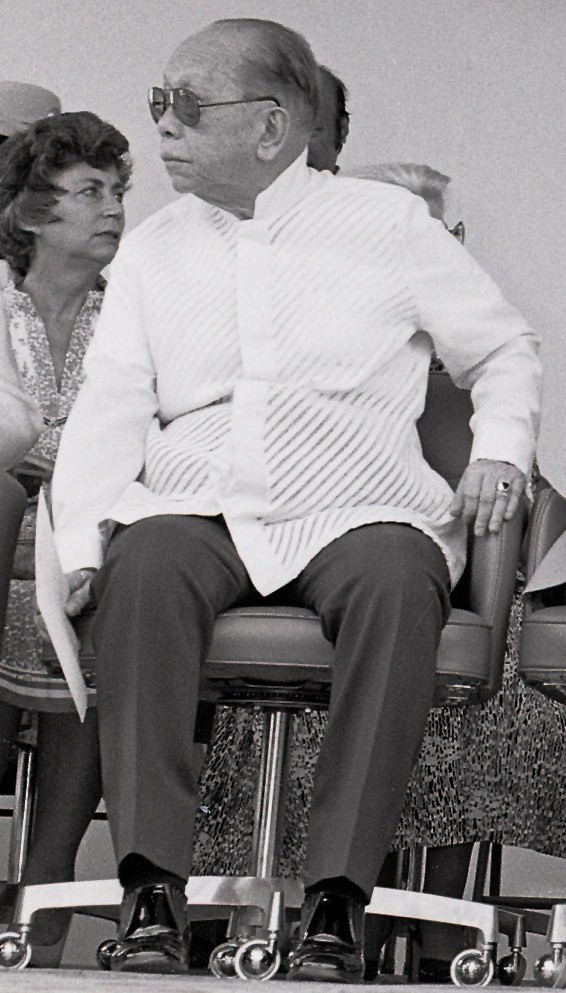
Carlos Romulo tijdens een ceremonie op Clark Air Base, 1979

Carlos Peña Romulo (Camiling, 14 januari 1899 – Manilla, 15 december 1985) was een Filipijns diplomaat, politicus, generaal, journalist en schrijver. Romulo diende onder acht verschillende Filipijnse presidenten, was in 1949 de eerste en enige Filipijnse Voorzitter van de Algemene Vergadering van de Verenigde Naties en was minister van Buitenlandse Zaken van de Filipijnen van 1950 tot 1952, van 1963 tot 1964 en van 1968 tot 1984.
In 1942 won Carlos Romulo als correspondent van de Philippines Herald de Pulitzer prijs voor zijn beschouwingen van de ontwikkelingen tijdens de Tweede Wereldoorlog in het verre oosten.
Romulo kreeg na zijn overlijden op 86-jarige leeftijd een staatsbegrafenis. Daarbij waren vele hoogwaardigheidsbekleders aanwezig, waaronder president Ferdinand Marcos en zijn vrouw Imelda, het voltallige Filipijnse kabinet en diverse buitenlandse politici, waaronder alle ministers van buitenlandse zaken van de buurlanden. Romulo werd begraven op de begraafplaats voor helden (het Libingan ng mga Bayani).
Romulo trouwde in 1924 met Virginia Llamas en kreeg met haar vier kinderen. Zijn oudste zoon Carlos Romulo jr. overleed in 1957 bij een vliegtuigongeluk. Zijn zoon Roberto Romulo trad in 1992 in de voetsporen van zijn vader toen hij door president Fidel Ramos werd benoemd tot minister van buitenlandse zaken van de Filipijnen. In 1978 hertrouwde Romulo met de Amerikaanse Beth Day. Aan deze trouwerij werd weinig ruchtbaarheid gegeven, omdat president Ferdinand Marcos dit niet verstandig vond. In die die tijd werden onderhandelingen gevoerd met de Amerikanen over de Amerikaanse basissen in de Filipijnen.